# Corb mitjonet. La gran cursa
''Corb Mitjonet. La gran cursa'' (títol original en alemany, Der kleine Rabe Socke - Das große Rennen) és una pel·lícula d'animació infantil del 2012 dirigida per Ute von Münchow-Pohl i Sandor Jesse. Aquesta pel·lícula ha estat doblada al català. Aquesta pel·lícula va ser doblada al català amb el suport de la Direcció General de Política Lingüística del Departament de Cultura
El guió d'aquesta pel·lícula és de Katja Grübel, però aquest personatge, en Corb Mitjonet (en alemany Der Kleine Rabe Socke), ja era conegut l'any 1996 per les aventures dels llibres per a nens d'Annet Rudolph.
L'any 2015 es va estrenar la segona part d'aquesta història: Der kleine Rabe Socke 2 - Das große Rennen.

## Argument
Aquesta pel·lícula explica la història d'un corb petit i atrevit, el Corb Mitjonet, que destrueix per accident les provisions que els animals necessiten per passar l'hivern. Per a poder esmenar el seu error, decideix participar en una carrera de cotxes pel bosc per guanyar-la i reposar els aliments amb els diners del premi. La cursa està plena de revolts i sorpreses. Aquesta història tracta valors com el treball en equip, l'acceptació i la recerca de la pròpia vocació.